# Ferula sphenobasis
Ferula sphenobasis är en flockblommig växtart som beskrevs av C.C.Towns. Ferula sphenobasis ingår i släktet stinkflokesläktet, och familjen flockblommiga växter. Inga underarter finns listade i Catalogue of Life.